# آناستازیا بلیزنوک
آناستازیا بلیزنوک (به انگلیسی: Anastasia Bliznyuk) ژیمناست زادهٔ ۲۸ ژوئن ۱۹۹۴ میلادی اهل کشور روسیه است.